# Charles Tanford
Charles Tanford (geb. als Karl Tannenbaum am 29. Dezember 1921 in Halle (Saale), gest. am 1. Oktober 2009 in York) war ein US-amerikanischer Biochemiker.

## Kindheit und Studium
Tanford wurde 1921 als Sohn von Charlotte und Majer (Max) Tannenbaum geboren. Seine jüdischen Eltern flohen bereits 1929 vor dem sich abzeichnenden Naziregime nach England; sie änderten ihren Familiennamen zu Tanford, aus Karl wurde Charles. 1939, bei Ausbruch des Zweiten Weltkriegs, wurde Tanford zu Verwandten nach New York geschickt. Zahlreiche seiner in Deutschland verbliebenen Angehörigen kamen während des Holocausts um. Während seiner Zeit in den USA erwarb Tanford an der New York University 1943 den akademischen Grad eines Bachelor of Arts in Chemie und arbeitete für das Manhattan-Projekt in Oak Ridge.
1947 schloss Tanford sein Doktorstudium an der Princeton University mit einem Ph.D. in Chemie ab; seine Forschungen beschäftigten sich mit der Verbrennung von Gasen und führten zur Formulierung der Tanford-Pease Theorie der Verbrennungsgeschwindigkeit.

## Akademische Laufbahn und Forschungsschwerpunkte
Nach seinem Abschluss in Princeton arbeitete er zwei Jahre lang mit Edwin Cohn und John Edsall an der Harvard University zur Biochemie von Proteinen. Es folgte eine Anstellung als Assistant Professor an der University of Iowa; 1954 wurde er Associate Professor und 1959 Full Professor. 1960 wechselte er als Professor für Biochemie an die Duke University, 1980 dort zur Fakultät für Physiologie, wo er zusammen mit E. A. Johnson und Jacqueline Reynolds zum Transport von Ionen über Zellmembranen forschte.
Nach Tanfords eigener Darstellung war es Walter Kauzmann, der ihn dazu angeregte sich mit Proteinchemie zu beschäftigen und Makromoleküle zu seinem Forschungsschwerpunkt zu machen. Tanfords Buch The Physical Chemistry of Macromolecules (1961) entstand über einen Zeitraum von 10 Jahren; Peer-Reviews erfolgten erst nach Einreichung des abschließenden Manuskripts. Tanford bezeichnete diese als „Desaster“ und „beißende Kritik“; der Verlag John Wiley & Sons verlangte größere Änderungen, die Tanford jedoch ablehnte: „Ich wusste dass diese Kritiker falsch lagen“. Tanford konnte sich durchsetzen, sein Text wurde schließlich ohne Änderungen veröffentlicht. „Tatsächlich wurde das Buch dann ein Erfolg…“
1973 veröffentlichte er The Hydrophobic Effect welches die unterschiedlichen Erscheinungsformen von Proteinen, einschließlich der Membranproteine, behandelt. Der Begriff hydrophober Effekt erlangte durch Tanford weite Bekanntheit; er selbst benannte in all seinen Veröffentlichungen G.S. Hartley und Walter Kauzmann als Urheber dieses Konzepts; er habe auf den Schultern von Giganten gestanden. Eine Änderung der Proteinfaltung (Tanfordübergang) ist nach ihm benannt.
Tanford gehört zu den Gründungsmitgliedern des Weltkulturrats im Jahr 1981.
1988 trat er in den Ruhestand; als emeritierter Professor blieb er Mitglied der Fakultät für Zellbiologie an der James-B.-Duke-Universität.

## Ehrungen
In Anerkennung seiner wissenschaftlichen Leistungen wurde er zum Mitglied der National Academy of Sciences und der American Academy of Arts and Sciences gewählt. Er erhielt Forschungsstipendien (Fellow) von der John Simon Guggenheim Memorial Foundation sowie der Alexander von Humboldt-Stiftung (1984). Tanford wurde mit der Merck-Medaille der American Society for Biochemistry and Molecular Biology (ASBMB) ausgezeichnet und war George Eastman Professor in Oxford.
Das Proteinforschungszentrum an der Martin-Luther-Universität Halle-Wittenberg wurde nach Charles Tanford benannt. Zur feierlichen Eröffnung des Gebäudes im Jahr 2017 richtete Milton Stubbs bewegende Worte an dessen Familie und würdigte insbesondere seine grundlegenden Arbeiten zur Stabilität der Proteinstruktur.

## Privatleben
Während der Zeit in Harvard heiratete er Lucia Brown, mit der er drei Kinder hatte. Die Ehe wurde 1968 geschieden; bald darauf ging er eine Beziehung mit seiner Kollegin, der Biochemikerin Jacqueline A. Reynolds ein, mit der er bis zu seinem Tod zusammen blieb.
Tanford und Reynolds zogen nach seiner Pensionierung 1988 nach Easingwold, einer Marktgemeinde in North Yorkshire in England. Von dort startete er eine zweite Karriere, nun als Autor wissenschaftshistorischer Bücher, die sich in erster Linie an eine Laienleserschaft richteten.
2001 erschien bei Oxford University Press Nature's Robots: A History of Proteins; darin entwickeln Tanford und Reynolds die Darstellung von Proteinen als autonome Effektoren, vergleichbar mit Robotern.
Reynolds and Tanford veröffentlichten zwei Reiseführer: A Travel Guide to the Scientific Sites of the British Isles: A Guide to the People, Places and Landmarks sowie The Scientific Traveler: A Guide to the People, Places and Institutions of Europe. Gemeinsam veröffentlichten sie zahlreiche Rezensionen und Nachrufe in der britischen Wissenschaftszeitschrift Nature.

## Werke (Auswahl)
- Charles Tanford: The Hydrophobic Effect: Formation of Micelles and Biological Membranes. John Wiley & Sons Inc., New York, NY 1973, ISBN 978-0-471-84460-0.
- Charles Tanford: Physical Chemistry of Macromolecules. John Wiley & Sons, New York, NY 1961.
- Charles Tanford: Ben Franklin Stilled the Waves: An Informal History of Pouring Oil on Water with Reflections on the Ups and Downs of Scientific Life in General. Oxford University Press, 1989, ISBN 0-8223-0876-2.
- Charles Tanford, Jacqueline A. Reynolds: The Scientific Traveler: A Guide to the People, Places, and Institutions of Europe. Wiley, New York 1992, ISBN 0-471-57698-0.
- Charles Tanford, Jacqueline A. Reynolds: Nature's Robots: A History of Proteins. Oxford University Press, Oxford; New York 2001, ISBN 0-19-850466-7.